# Vật liệu từ mềm
Vật liệu từ mềm, hay vật liệu sắt từ mềm (tiếng Anh: Soft magnetic material) là vật liệu sắt từ, "mềm" về phương diện từ hóa và khử từ, có nghĩa là dễ từ hóa và dễ khử từ. Vật liệu sắt từ mềm thường được dùng làm vật liệu hoạt động trong trường ngoài, ví dụ như lõi biến thế, lõi nam châm điện, các lõi dẫn từ.

## Các thông số của vật liệu từ mềm

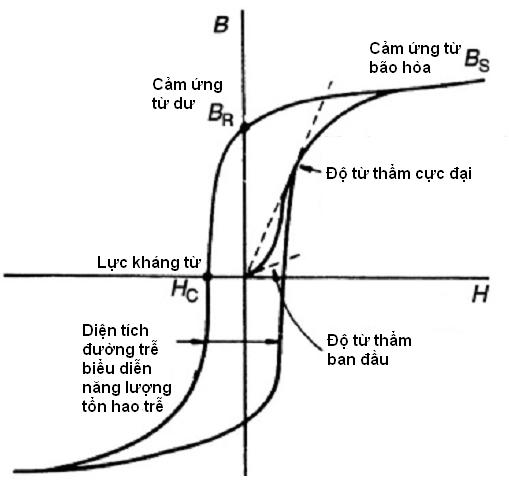
Đường cong từ trễ của vật liệu từ mềm và một số thông số trên đường trễ

- Thông số quan trọng đầu tiên để nói lên tính chất từ mềm của vật liệu từ mềm là lực kháng từ (coercivity, thường ký hiệu là {\displaystyle H_{c}}). Lực kháng từ là từ trường ngoài ngược cần thiết để triệt tiêu từ độ của mẫu. Lực kháng từ của các vật liệu từ mềm phải nhỏ hơn cỡ 100 Oe. Những vật liệu có tính từ mềm tốt, thậm chí có lực kháng từ rất nhỏ (tới cỡ 0,01 Oe).
- Độ từ thẩm ban đầu (intial permeability): Là thông số rất quan trọng nói lên tính từ mềm của vật liệu từ mềm. Độ từ thẩm ban đầu được định nghĩa bởi công thức:

{\displaystyle \mu _{i}=\lim _{H\to 0}{\frac {dB}{dH}}}
Vật liệu từ mềm có độ từ thẩm ban đầu từ vài trăm, đến vài ngàn, các vật liệu có tính từ mềm tốt có thể đạt tới vài chục ngàn, thậm chí hàng trăm ngàn.
Chú ý: Độ từ thẩm (permeability) là đại lượng đặc trưng cho khả năng phản ứng của vật liệu từ dưới tác dụng của từ trường ngoài. Như ta biết quan hệ giữa cảm ứng từ B, từ trường ngoài H và độ từ hóa M theo công thức:
{\displaystyle B=\mu _{0}(M+H)}
với {\displaystyle \mu _{0}=4.\pi 10^{-7}T.m/A} là hằng số từ, hay độ từ thẩm của chân không. H và M quan hệ theo biểu thức:
{\displaystyle M=\chi .H}
{\displaystyle \chi } được gọi là độ cảm từ (magnetic sucseptibility). Như vậy, B có quan hệ với H theo công thức:
{\displaystyle B=\mu _{0}(1+\chi ).H}
và giá trị {\displaystyle \mu =(1+\chi )} được gọi là độ từ thẩm (hiệu dụng) của vật liệu)
- Độ từ thẩm cực đại (Maximum permeability): Ta biết rằng vật liệu sắt từ không những có độ từ thẩm lớn mà còn có độ từ thẩm là một hàm của từ trường ngoài. Và độ từ thẩm cực đại cũng là một thông số quan trọng. Có những vật liệu sắt từ mềm có độ từ thẩm cực đại rất cao, tới hàng vài trăm ngàn ví dụ như permalloy, hay hợp kim nano tinh thể Finemet...
- Cảm ứng từ bão hòa, {\displaystyle B_{s}} hay từ độ bão hòa {\displaystyle M_{s}}: Vật liệu từ mềm thường có từ độ bão hòa rất cao. Loại có từ độ cao nhất là hợp kim {\displaystyle Fe_{65}Co_{35}} có từ độ bão hòa đạt tới 2,34 T.

## Các thông số đáng chú ý khác
- Tổn hao dòng xoáy: Như đã biết, vật liệu từ mềm được sử dụng trong từ trường ngoài, và nếu sử dụng trong trường xoay chiều, sẽ sinh ra các dòng điện Foucault gây mất mát năng lượng và tỏa nhiệt. Công suất tổn hao Foucault được tính theo công thức:

{\displaystyle P_{Foucault}={\frac {4.B_{s}^{2}.d^{2}.k_{f}^{2}.f^{2}}{3.\gamma .\rho }}}
với:
{\displaystyle B_{s}} là cảm ứng từ bão hoà của lõi
{\displaystyle d}: độ dày của lõi
{\displaystyle k_{f}} là một hệ số đặc trưng
{\displaystyle f}: Tần số từ trường xoay chiều
{\displaystyle \gamma }: Khối lượng riêng vật liệu
{\displaystyle \rho }: điện trở suất
Từ công thức này ta lý giải được việc các lõi biến thế tôn silic (FeSi) được chế tạo thành các lá mỏng nhằm làm giảm độ dày, giảm tổn hao dòng xoáy. Đồng thời, lõi FeSi chỉ có thể sử dụng cho biến thế tần số thấp vì ở tần số cao, tổn hao sẽ rất lớn (do FeSi có điện trở suất thấp), trong khi các vật liệu gốm ferrite có thể sử dụng ở các tần số rất cao do chúng có bản chất gốm, có điện trở suất rất lớn, làm giảm tổn hao dòng xoáy.
- Tổn hao trễ (Hysteresis Loss): Khi vật liệu từ mềm được sử dụng trong trường ngoài, nó sẽ bị từ hóa và tạo ra chu trình trễ, và sẽ có năng lượng bị tổn hao cho việc từ hóa vật liệu
- Đặc trưng tần số: Khi sử dụng ở tần số càng cao, phẩm chất của vật liệu càng bị suy giảm, do đó sự thay đổi của phẩm chất theo tần số là một thông số rất đáng quan tâm.
- Từ giảo: Về mặt bản chất, từ giảo là sự thay đổi hình dạng vật liệu từ dưới tác dụng của từ trường ngoài. Việc khử từ giảo giúp cho việc tạo ra tính từ mềm tốt. Có những vật liệu có từ giảo bằng 0 như vật liệu vô định hình nền Co.

## Một số loại vật liệu từ mềm
- Tôn Silic:

Ứng dụng của vật liệu từ mềm trong kỹ thuật (Quảng cáo của công ty Hitachi)

Là hợp kim của sắt (khoảng 85%), với Silic (Si), hoặc chứa thêm khoảng 5,4% nhôm (Al), còn được gọi là hợp kim Sendust, là một trong những vật liệu sắt từ mềm được dùng phổ biến nhất có độ cứng cao, có độ từ thẩm cao và tổn hao trễ thấp. Tuy nhiên, vật liệu này trên nền kim loại, nên có điện trở suất thấp, do đó không thể sử dụng ở tần số cao do sẽ làm xuất hiện tổn hao xoáy lớn.
- Hợp kim Permalloy

Là hợp kim của niken (Ni) và sắt (Fe), có lực kháng từ rất nhỏ, độ từ thẩm rất cao (vật liệu {\displaystyle Ni_{75}Fe_{25}} có độ từ thẩm ban đầu lớn tới 10000), có độ bền cơ học và khả năng chống ăn mòn cao. Tuy nhiên, permalloy có từ độ bão hòa không cao.
- Hợp kim FeCo: là các hợp kim từ mềm có từ độ bão hòa cao, nhiệt độ Curie cao.
- Các vật liệu gốm ferrite: Là hợp chất của oxide Fe ({\displaystyle Fe_{2}O_{3}}) với một oxide kim loại hóa trị 2 khác, có công thức chung là {\displaystyle MO.Fe_{2}O_{3}}. Các ferrite mang bản chất gốm, nên có điện trở suất rất cao nên tổn hao dòng xoáy của ferrite rất thấp, được dùng cho các ứng dụng cao tần và siêu cao tần.
- Hợp kim vô định hình và nanô tinh thể:

Là các hợp kim nền sắt hay cô ban (Co), ở trạng thái vô định hình, do đó có điện trở suất cao hơn nhiều so với các hợp kim tinh thể, đồng thời có khả năng chống ăn mòn, độ bền cơ học cao, và có thể sử dụng ở tần số cao hơn so với các vật liệu tinh thể nền kim loại. Vật liệu vô định hình không có cấu trúc tinh thể, nên triệt tiêu dị hướng từ tinh thể, vì thế nó có tính từ mềm rất tốt. Vật liệu vô định hình nền Co còn có từ giảo bằng 0 nên còn có lực kháng từ cực nhỏ.
Khi kết tinh từ trạng thái vô định hình, ta có vật liệu nano tinh thể, là các hạt nanô kết tinh trên nền vô định hình dư, triệt tiêu từ giảo từ tổ hợp hai pha vô định hình và tinh thể nên có tính từ mềm cực tốt và có thể sử dụng ở tần số cao. Vật liệu từ mềm nano tinh thể thương phẩm tốt nhất là [FINEMET] ({\displaystyle Fe_{73,5}Si_{13,5}B_{9}Nb_{3}Cu_{1}}) được phát minh bởi Yoshizawa (Hitachi Metal Ltd, Nhật Bản) năm 1988 và nhiều thế hệ khác được phát triển sau đó.
- Và nhiều loại khác...

## Ứng dụng của vật liệu từ mềm
- Lõi biến thế, lõi dẫn từ, cuộn cảm, cuộn chặn
- Nam châm điện
- Cảm biến đo từ trường